# Ареньш-да-Мун
Див. також Референдум щодо незалежності Каталонії в муніципалітеті Ареньш-да-Мун.
Аре́ньс-да-Мун (кат. Arenys de Munt, вимова літературною каталанською [ə'ɾεɲz də'mun]) — муніципалітет, розташований в Автономній області Каталонія, в Іспанії. Код муніципалітету за номенклатурою Інституту статистики Каталонії — 80076. Знаходиться у районі (кумарці) Марезма (коди району — 21 та MM) провінції Барселона, згідно з новою адміністративною реформою перебуватиме у складі баґарії (округи) Барселона. 

## Назва муніципалітету
Назва муніципалітету походить від лат. arēnium або arēnĕum, що у свою чергу походить від лат. arēna — арена, площа. Слова Areny має кілька значень у сучасній каталанській мові : (1) джерело, місце, звідки тече струмок, (2) берег річки, засаджений деревами для того, щоб укріпити його, (3) висохле русло ріки (те саме значення має слово rambla, див. Ла-Рамбла). Слово Munt походить від лат. mōnte — гора. Отже у перекладі назва муніципалітету означає «гірська площа, площа у горах».

## Населення
Населення міста (у 2007 р.) становить 8.023 особи (з них менше 14 років — 17,4%, від 15 до 64 — 68,5%, понад 65 років — 14,2%). У 2006 р. народжуваність склала 97 осіб, смертність — 62 особи, зареєстровано 36 шлюбів. У 2001 р. активне населення становило 3.212 осіб, з них безробітних — 245 осіб.

Серед осіб, які проживали на території міста у 2001 р., 5.38 народилися в Каталонії (з них 3.669 осіб у тому самому районі, або кумарці), 990 осіб приїхало з інших областей Іспанії, а 295 осіб приїхало з-за кордону. 

Вищу освіту має 11,5% усього населення. 

У 2001 р. нараховувалося 2.356 домогосподарств (з них 19,2% складалися з однієї особи, 27,1% з двох осіб,21,7% з 3 осіб, 22,0% з 4 осіб, 7,2% з 5 осіб, 2,2% з 6 осіб, 0,5% з 7 осіб, 0,1% з 8 осіб і 0,1% з 9 і більше осіб).

Активне населення міста у 2001 р. працювало у таких сферах діяльності : у сільському господарстві — 3,8%, у промисловості — 24,9%, на будівництві — 11,8% і у сфері обслуговування — 59,5%. 

 У муніципалітеті або у власному районі (кумарці) працює 2.035 осіб, поза районом — 1.751 особа.

### Доходи населення
У 2002 р. доходи населення розподілялися таким чином :
| \| Доходи населення за статтями доходів \| Доходи населення за статтями доходів \| Доходи населення за статтями доходів \| \| Рік \| 2002 р. \| 2001 р. \| \| ------------------------------------ \| ------------------------------------ \| ------------------------------------ \| \| Заробітна платня \| 55,6% \| 55,5% \| \| Доходи від ведення бізнесу \| 29,6% \| 29,9% \| \| Соціальна допомога \| 14,8% \| 14,6% \| |         |         |
| Доходи населення за статтями доходів |         |         |
| Рік | 2002 р. | 2001 р. |
| Заробітна платня | 55,6%   | 55,5%   |
| Доходи від ведення бізнесу | 29,6%   | 29,9%   |
| Соціальна допомога | 14,8%   | 14,6%   |

### Безробіття
У 2007 р. нараховувалося 319 безробітних (у 2006 р. — 317 безробітних), з них чоловіки становили 37,9%, а жінки — 62,1%.

## Економіка
У 1996 р. валовий внутрішній продукт розподілявся по сферах діяльності таким чином :
| \| Валовий внутрішній продукт \| Валовий внутрішній продукт \| Валовий внутрішній продукт \| \| Рік \| 1996 р. \| 1991 р. \| \| -------------------------- \| -------------------------- \| -------------------------- \| \| Сільське господарство \| 3,7% \| 0% \| \| Промисловість \| 28,8% \| 0% \| \| Будівництво \| 11% \| 0% \| \| Послуги \| 56,4% \| 0% \| |         |         |
| Валовий внутрішній продукт |         |         |
| Рік | 1996 р. | 1991 р. |
| Сільське господарство | 3,7%    | 0%      |
| Промисловість | 28,8%   | 0%      |
| Будівництво | 11%     | 0%      |
| Послуги | 56,4%   | 0%      |

### Підприємства міста

#### Промислові підприємства
| \| Промислові підприємства міста, за сферою діяльності \| Промислові підприємства міста, за сферою діяльності \| Промислові підприємства міста, за сферою діяльності \| \| Рік \| 2002 р. \| 2001 р. \| \| --------------------------------------------------- \| --------------------------------------------------- \| --------------------------------------------------- \| \| Енергетичні та водні ресурси \| 1,1% \| 1,2% \| \| Хімія та метали \| 4,5% \| 3,5% \| \| Переробка металів \| 26,1% \| 24,7% \| \| Продукти харчування \| 8,0% \| 7,1% \| \| Текстиль \| 37,5% \| 40,0% \| \| Виробництво меблів, видання \| 21,6% \| 22,4% \| \| Інше \| 1,1% \| 1,2% \| \| Усього підприємств \| 88 \| 85 \| |         |         |
| Промислові підприємства міста, за сферою діяльності |         |         |
| Рік | 2002 р. | 2001 р. |
| Енергетичні та водні ресурси | 1,1%    | 1,2%    |
| Хімія та метали | 4,5%    | 3,5%    |
| Переробка металів | 26,1%   | 24,7%   |
| Продукти харчування | 8,0%    | 7,1%    |
| Текстиль | 37,5%   | 40,0%   |
| Виробництво меблів, видання | 21,6%   | 22,4%   |
| Інше | 1,1%    | 1,2%    |
| Усього підприємств | 88      | 85      |

#### Роздрібна торгівля
| \| Підприємства роздрібної торгівлі міста, за сферою діяльності \| Підприємства роздрібної торгівлі міста, за сферою діяльності \| Підприємства роздрібної торгівлі міста, за сферою діяльності \| \| Рік \| 2002 р. \| 2001 р. \| \| ------------------------------------------------------------ \| ------------------------------------------------------------ \| ------------------------------------------------------------ \| \| Продукти харчування \| 38,7% \| 38,8% \| \| Одяг та взуття \| 19,3% \| 19,8% \| \| Товари для дому \| 9,2% \| 9,1% \| \| Книги та періодичні видання \| 0,8% \| 0,8% \| \| Промислова хімічна продукція \| 6,7% \| 7,4% \| \| Продукція, пов'язана з транспортними засобами \| 1,7% \| 0,8% \| \| Інше \| 23,5% \| 23,1% \| \| Усього підприємств \| 119 \| 121 \| |         |         |
| Підприємства роздрібної торгівлі міста, за сферою діяльності |         |         |
| Рік | 2002 р. | 2001 р. |
| Продукти харчування | 38,7%   | 38,8%   |
| Одяг та взуття | 19,3%   | 19,8%   |
| Товари для дому | 9,2%    | 9,1%    |
| Книги та періодичні видання | 0,8%    | 0,8%    |
| Промислова хімічна продукція | 6,7%    | 7,4%    |
| Продукція, пов'язана з транспортними засобами | 1,7%    | 0,8%    |
| Інше | 23,5%   | 23,1%   |
| Усього підприємств | 119     | 121     |

#### Сфера послуг
| \| Підприємства міста, що працюють у сфері послуг, за діяльністю \| Підприємства міста, що працюють у сфері послуг, за діяльністю \| Підприємства міста, що працюють у сфері послуг, за діяльністю \| \| Рік \| 2002 р. \| 2001 р. \| \| ------------------------------------------------------------- \| ------------------------------------------------------------- \| ------------------------------------------------------------- \| \| Гуртова торгівля \| 15,8% \| 17,0% \| \| Готелі та готельний бізнес \| 12,3% \| 13,1% \| \| Транспорт та зв'язок \| 14,9% \| 15,0% \| \| Посередницькі фінансові послуги \| 2,2% \| 2,4% \| \| Послуги підприємствам \| 7,5% \| 6,8% \| \| Послуги фізичним особам \| 31,1% \| 30,6% \| \| Нерухомість та ін. \| 16,2% \| 15,0% \| \| Усього підприємств \| 228 \| 206 \| |         |         |
| Підприємства міста, що працюють у сфері послуг, за діяльністю |         |         |
| Рік | 2002 р. | 2001 р. |
| Гуртова торгівля | 15,8%   | 17,0%   |
| Готелі та готельний бізнес | 12,3%   | 13,1%   |
| Транспорт та зв'язок | 14,9%   | 15,0%   |
| Посередницькі фінансові послуги | 2,2%    | 2,4%    |
| Послуги підприємствам | 7,5%    | 6,8%    |
| Послуги фізичним особам | 31,1%   | 30,6%   |
| Нерухомість та ін. | 16,2%   | 15,0%   |
| Усього підприємств | 228     | 206     |

## Житловий фонд
У 2001 р. 3,8% усіх родин (домогосподарств) мали житло метражем до 59 м², 37,0% — від 60 до 89 м², 32,9% — від 90 до 119 м² і
26,4% — понад 120 м².

З усіх будівель у 2001 р. 15,1% було одноповерховими, 57,2% — двоповерховими, 23,0
% — триповерховими, 2,9% — чотириповерховими, 1,0% — п'ятиповерховими, 0,8% — шестиповерховими,
0,1% — семиповерховими, 0,1% — з вісьмома та більше поверхами.

## Автопарк
| \| Автомобілі, зареєстровані у місті, за призначенням \| Автомобілі, зареєстровані у місті, за призначенням \| Автомобілі, зареєстровані у місті, за призначенням \| \| Рік \| 2006 р. \| 2005 р. \| \| -------------------------------------------------- \| -------------------------------------------------- \| -------------------------------------------------- \| \| Приватні автомобілі \| 64,9% \| 65,7% \| \| Мотоцикли \| 13,7% \| 13,3% \| \| Вантажівки \| 19,2% \| 19,0% \| \| Трактори \| 0,2% \| 0,1% \| \| Автобуси та ін. \| 2,0% \| 2,0% \| \| Усього автомобілів \| 5.876 шт. \| 5.506 шт. \| |           |           |
| Автомобілі, зареєстровані у місті, за призначенням |           |           |
| Рік | 2006 р.   | 2005 р.   |
| Приватні автомобілі | 64,9%     | 65,7%     |
| Мотоцикли | 13,7%     | 13,3%     |
| Вантажівки | 19,2%     | 19,0%     |
| Трактори | 0,2%      | 0,1%      |
| Автобуси та ін. | 2,0%      | 2,0%      |
| Усього автомобілів | 5.876 шт. | 5.506 шт. |

## Вживання каталанської мови
У 2001 р. каталанську мову у місті розуміли 98,3% усього населення (у 1996 р. — 98,2%), вміли говорити нею 86,5% (у 1996 р. — 
88,4%), вміли читати 85,2% (у 1996 р. — 83,3%), вміли писати 62,1
% (у 1996 р. — 58,3%). Не розуміли каталанської мови 1,7%.

## Політичні уподобання
У виборах до Парламенту Каталонії у 2006 р. взяло участь 3.593 особи (у 2003 р. — 3.702 особи). Голоси за політичні сили розподілилися таким чином:
| \| Вибори до Парламенту Каталонії \| Вибори до Парламенту Каталонії \| Вибори до Парламенту Каталонії \| \| Рік \| 2006 р. \| 2003 р. \| \| -------------------------------------- \| ------------------------------ \| ------------------------------ \| \| Конвергенція та Єднання (CiU) \| 40,5% \| 40,8% \| \| Соціалістична партія Каталонії (PSC) \| 18,0% \| 18,7% \| \| Народна партія (PP) \| 5,6% \| 6,1% \| \| Ініціатива за Каталонію — Зелені (ICV) \| 8,7% \| 6,2% \| \| Республіканська лівиця Каталонії (ERC) \| 24,1% \| 27,2% \| \| Громадяни — Громадянська партія (C's) \| 1,3% \| 0,0% \| \| Інші \| 1,9% \| 1,0% \| |         |         |
| Вибори до Парламенту Каталонії |         |         |
| Рік | 2006 р. | 2003 р. |
| Конвергенція та Єднання (CiU) | 40,5%   | 40,8%   |
| Соціалістична партія Каталонії (PSC) | 18,0%   | 18,7%   |
| Народна партія (PP) | 5,6%    | 6,1%    |
| Ініціатива за Каталонію — Зелені (ICV) | 8,7%    | 6,2%    |
| Республіканська лівиця Каталонії (ERC) | 24,1%   | 27,2%   |
| Громадяни — Громадянська партія (C's) | 1,3%    | 0,0%    |
| Інші | 1,9%    | 1,0%    |

У муніципальних виборах у 2007 р. взяло участь 3.236 осіб (у 2003 р. — 3.295 осіб). Голоси за політичні сили розподілилися таким чином:
| \| Муніципальні вибори \| Муніципальні вибори \| Муніципальні вибори \| \| Рік \| 2007 р. \| 2003 р. \| \| -------------------------------------- \| ------------------- \| ------------------- \| \| Конвергенція та Єднання (CiU) \| 20,1% \| 13,3% \| \| Соціалістична партія Каталонії (PSC) \| 13,3% \| 17,4% \| \| Народна партія (PP) \| 1,5% \| 3,7% \| \| Ініціатива за Каталонію — Зелені (ICV) \| 0,0% \| 49,3% \| \| Республіканська лівиця Каталонії (ERC) \| 54,9% \| 16,4% \| \| Громадяни — Громадянська партія (C's) \| 0% \| 0% \| \| Інші \| 10,2% \| 0,0% \| |         |         |
| Муніципальні вибори |         |         |
| Рік | 2007 р. | 2003 р. |
| Конвергенція та Єднання (CiU) | 20,1%   | 13,3%   |
| Соціалістична партія Каталонії (PSC) | 13,3%   | 17,4%   |
| Народна партія (PP) | 1,5%    | 3,7%    |
| Ініціатива за Каталонію — Зелені (ICV) | 0,0%    | 49,3%   |
| Республіканська лівиця Каталонії (ERC) | 54,9%   | 16,4%   |
| Громадяни — Громадянська партія (C's) | 0%      | 0%      |
| Інші | 10,2%   | 0,0%    |

## Історія та культура
Див. також Референдум щодо незалежності Каталонії в муніципалітеті Ареньш-да-Мун.
13 вересня 2009 р. в муніципалітеті відбувся перший в історії каталанських країн консультативний референдум щодо незалежності Каталонії. 
У консультативному референдумі брали участь лише мешканці муніципалітету. Запитання, на яке давалася відповідь, було сформульовано таким чином:
|  | «Чи погоджуютеся Ви з тим, щоб Каталонія стала правовою, незалежною, демократичною та соціально-орієнтованою державою, яка входила б до Європейського Союзу ?» |

Ініціатором проведення консультативного референдуму став «Рух муніципалітету Ареньс-да-Мун за самовизначення» (кат. Moviment Arenyenc per a l'Autodeterminació або скорочено MAPA).